# Beschorneria dubia
Beschorneria dubia är en sparrisväxtart som beskrevs av Élie Abel Carrière. Beschorneria dubia ingår i släktet Beschorneria och familjen sparrisväxter. Inga underarter finns listade i Catalogue of Life.